# Cova de lobo

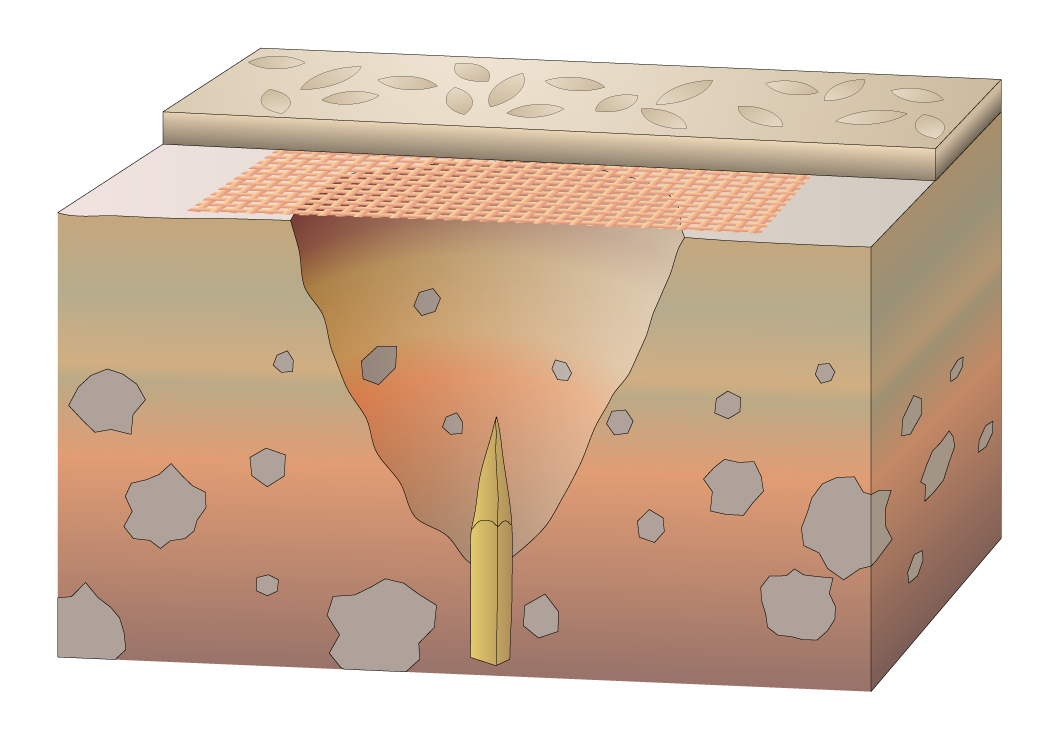
Esquema de uma cova de lobo

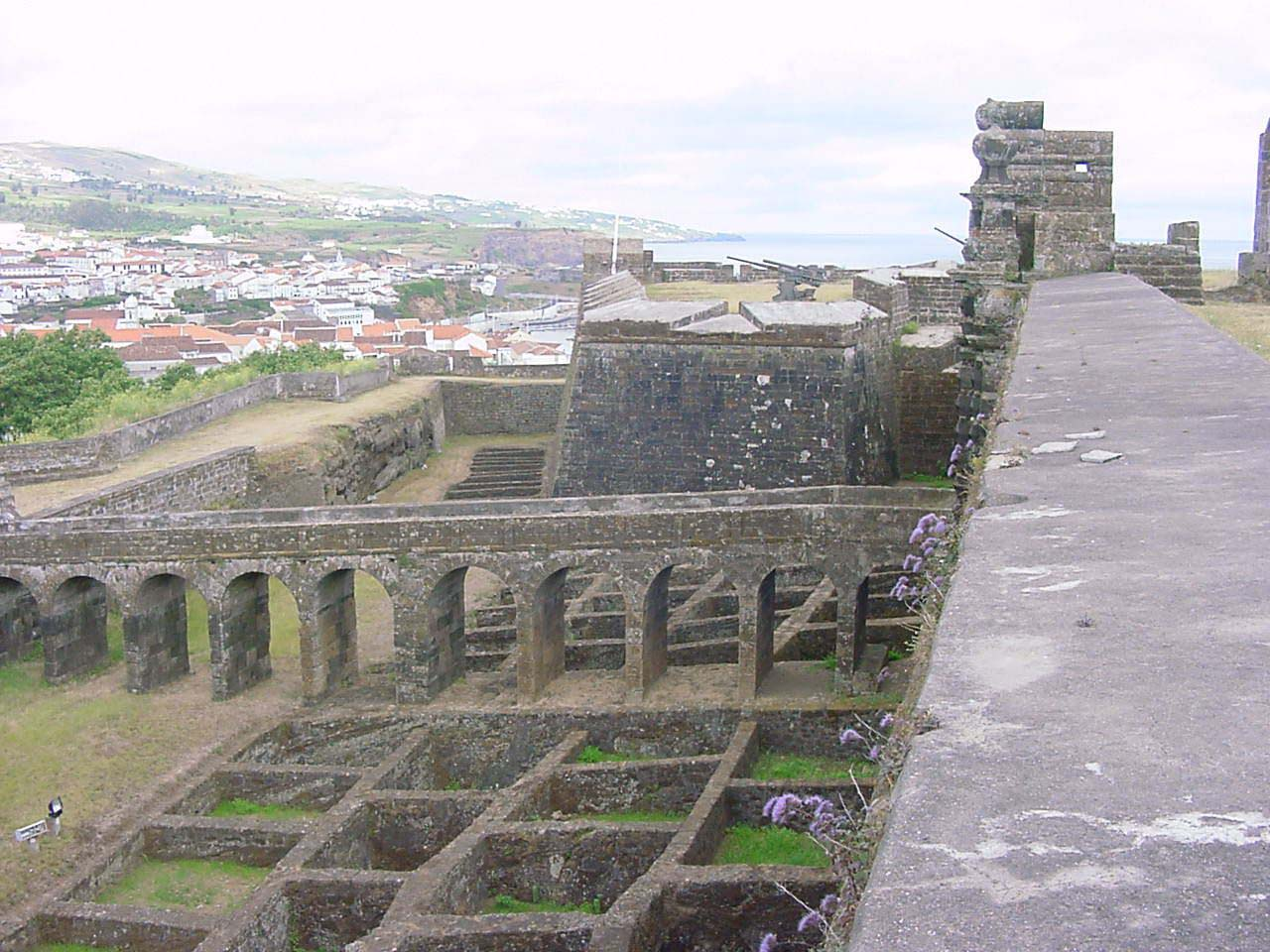
Estruturas de covas de lobo permanentes, no fosso da Fortaleza de São João Baptista na ilha Terceira, Portugal.

Uma cova de lobo é uma espécie de armadilha, usada como obstáculo defensivo. Cada cova de lobo consiste numa cova em forma de cone invertido, com cerca de 2 metros de profundidade e, entre, 1,5 a 2 metros de largura no topo. No fundo da cova é cravada uma estaca afiada. Na maioria dos casos, a cova é dissimulada com uma cobertura de terra.
Apesar do termo ter origem medieval, este tipo de armadilha foi, pela primeira vez, descrito por Júlio César no sétimo volume da sua obra 
Commentarii de Bello Gallico. Aí é descrito o emprego destes engenhos durante o cerco de Alésia. César chamava-lhes "lírios", pela semelhança com as flores homónimas.
No Oriente, este tipo de engenhos também é utilizado, sendo aí conhecido pela designação "cova de tigre".
As covas de lobo podem ser empregues isoladamente — sendo, neste caso, sempre dissimuladas — ou agrupadas em fileiras densas sem intervalos entre as covas, usadas como obstáculo em frente de uma posição defendida.
Um campo de covas de lobo poderá tornar-se mais eficiente se for, subsequentemente, inundado com água de pouca profundidade, o que iria disfarçar as covas, tornar os seus lados escorregadios a acrescentar o risco de afogamento. 
Por vezes, espetada nas pontas das estacas das covas de lobo, era colocada carne podre, fezes e outros agentes infecciosos. Estes agentes infecciosos poderiam provocar graves infecções ou, mesmo, a morte de uma vítima, bastando para isso que ela se ferisse, mesmo ao de leve, na estaca.